# Wojciech Bogusławski
Wojciech Romuald Bogusławski (Glinno, 1757. április 9. – Varsó, 1829. július 23.) lengyel színész, színházigazgató és drámaíró.
A „lengyel színház atyja”. A lengyel felvilágosodás idején a Teatr Narodowy (Nemzeti Színház) igazgatója volt  1783–1785, 1790–1794 és 1799–1814 között.

## Érdekesség
- Spiró György Az Ikszek című regényének, valamint Az imposztor című drámájának főszereplője.[7]